# Points of View
Points of View est un album du Dave Holland Quintet sorti en 1998.

## Description
Pour cet album, Dave Holland affirme être particulièrement influencé par Duke Ellington dans l’approche par les variations rythmiques, les contrepoints mélodiques et la façon d’écrire une mélodie en ayant le soliste qui va la jouer en tête. Malgré cette influence, la musique est loin d’Ellington et caractérise un son post-bop moderne. Le set contient huit morceaux très divers ce qui n’empêche pas une unité d’ensemble grâce à la direction de Holland et à la répartition égale du temps de parole pour chaque soliste,.

## Titres
Sauf indication, tous les titres sont composés par Dave Holland
1. The Balance (9:24)
2. Mister B. (11:01)
3. Bedouin Trail (8:55)
4. Metamorphose (Eubanks) (8:29)
5. Ario (10:24)
6. Herbaceous (9:47)
7. The Benevolet One (Wilson) (7:05)
8. Serenade (Nelson) (6:49)

## Musiciens
- Dave Holland – Basse
- Steve Wilson – Saxophones alto et soprano
- Robin Eubanks – Trombone
- Steve Nelson – Vibraphone et Marimba
- Billy Kilson – Batterie